# STS-41-D
STS-41-D (englisch Space Transportation System) ist eine Missionsbezeichnung für das US-amerikanische Space Shuttle Discovery (OV-103) der NASA. Der Start erfolgte am 30. August 1984. Es war die zwölfte Space-Shuttle-Mission und der Jungfernflug der Raumfähre Discovery.

## Mannschaft
- Henry Hartsfield (2. Raumflug), Kommandant
- Michael Coats (1. Raumflug), Pilot
- Judith Resnik (1. Raumflug), Missionsspezialistin
- Steven Hawley (1. Raumflug), Missionsspezialist
- Richard Mullane (1. Raumflug), Missionsspezialist
- Charles Walker (1. Raumflug), Nutzlastspezialist

## Missionsüberblick
Der Start der Fähre war ursprünglich für den 25. Juni 1984 geplant. Jedoch wurde der Start bei T-9 Minuten abgebrochen, da die Backup-Systeme versagten. Der nächste Versuch am 26. Juni 1984 wurde sogar erst bei T-6 Sekunden abgebrochen. Es war eine Anomalie im dritten Haupttriebwerk entdeckt worden. Zurück in der Orbiter Processing Facility bekam das Shuttle ein neues Triebwerk. Des Weiteren wurde die Ladung der Mission STS-41-F mit an Bord genommen und der Flug STS-41-F wurde komplett gestrichen. Ein Softwarefehler verhinderte dann auch den dritten Startversuch am 29. August 1984, und selbst der endgültige Start wurde nochmals um 6 Minuten und 50 Sekunden verzögert, da ein Flugzeug in den Luftraum von Cape Canaveral eingedrungen war.
Während des Fluges wurden drei Satelliten ausgesetzt: Satellite Business System SBS-D, SYNCOM IV-2 (auch bekannt als LEASAT2) und TELSTAR.
Die IMAX-Kamera aus der letzten Mission flog ebenfalls wieder mit.
Mit Charles Walker war der erste US-Industrieastronaut mit an Bord. Walker war kein NASA-Astronaut, er kam von der US-Luft- und Raumfahrtfirma McDonnell Douglas.